# Robert Mandan

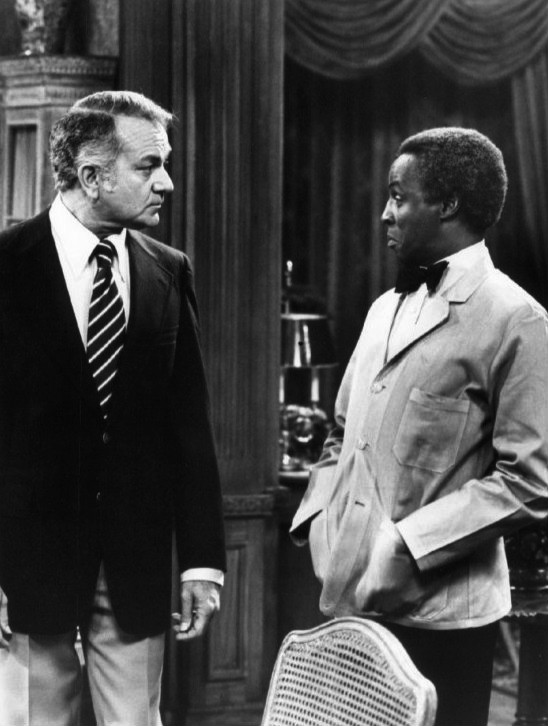
Robert Mandan als Chester Tate en Robert Guillaume als Benson in Soap in 1977

Robert Mandan (Clever (Missouri), 2 februari 1932 - Los Angeles, 29 april 2018) was een Amerikaans acteur.
Mandan begon in 1958 met de televisieserie Kraft Television Theatre. Hierna speelde hij nog meer dan 110 rollen in televisieseries en films, hij is vooral bekend van zijn rol als Chester Tate in de televisieserie Soap waar hij in 73 afleveringen speelde (1977-1981).

## Filmografie

### Films
Uitgezonderd korte films.
- 2002 Teddy Bears' Picnic – als Stanton Vandermint
- 1999 Behind the Passion – als verteller
- 1997 The Matchmaker – als McGlory sr.
- 1996 Dr. Jekyll and Mr. Hyde: A Legacy of Fear – als verteller
- 1995 Fast Track – als verteller
- 1995 Lights, Camera, Magic – als verteller
- 1994 Last Resort – als Hemlock
- 1992 The Nutt House – als mr. Henderson
- 1992 Intruders – als dr. Stanley Epstein
- 1987 Perry Mason: The Case of the Lost Love – als dr. Michaels
- 1984 The Outlaws – als Nicholas Zotanis
- 1983 For Members Only – als Austin Ruggles
- 1982 In Love with an Older Woman – als senator Strickland
- 1982 The Best Little Whorehouse in Texas – als senator Wingwood
- 1982 Zapped! – als Walter J. Coolidge
- 1981 Return to the Rebels – als Big Al Williams
- 1981 Goldie and the Boxer Go to Hollywood – als Jack Fountain
- 1979 You Can't Take It with You – als Anthony Kirby
- 1977 MacArthur – als Martin
- 1974 Panic on the 5:22 – als dr. Cruikshank
- 1973 Applause – als Howard Benedict
- 1973 The Norliss Tapes – als George Rosen
- 1972 The Heist – als Owens
- 1972 A Great American Tragedy – als Leslie Baker
- 1972 Hickey & Boggs – als mr. Brill
- 1972 The Carey Treatment – als dr. Barr

### Televisieseries
Uitgezonderd eenmalige gastrollen.
- 1977*1998 Days of our Lives - als Steven 'Jonesy' Jones - 41 afl.
- 1991-1992 Who's the Boss? – als Reed Hamilton – 2 afl.
- 1990-1991 Santa Barbara – als Maxwell Hammer – 13 afl.
- 1987 Foofur - als stem - 13 afl.
- 1987 Matlock – als generaal Connors – 2 afl.
- 1986 Highway to Heaven – als Frank – 2 afl.
- 1986 The Facts of Life – als Bruce – 2 afl.
- 1984-1985 Three's a Crowd – als James Bradford – 22 afl.
- 1984 Three's Company – als James Bradford – 3 afl.
- 1982-1983 Private Benjamin – als kolonel Lawrence Fielding – 20 afl.
- 1977-1981 Soap – als Chester Tate – 76 afl.
- 1975 Caribe - als Ed Rawlings - 13 afl.
- 1966-1970 Search for Tomorrow – als Sam Reynolds – 4 afl.
- 1963 The Doctors - als Mike Hennessey - 5 afl.
- 1963 The Edge of Night – als Nathan Axelrod - ? afl.
- 1959-1961 From These Roots – als David Allen - ? afl.

- Bibliothèque nationale de France: cb14202632t (data)
- Gemeinsame Normdatei: 1055056343
- International Standard Name Identifier: 0000 0000 4560 4423
- Library of Congress Control Number: no2001026671
- Virtual International Authority File: 16870670
- WorldCat: E39PBJxmJcpYgycJGhkWRrFh73